# Athyreus nebulosus
Athyreus nebulosus es una especie de coleóptero de la familia Geotrupidae.

## Distribución geográfica
Habita en Venezuela y Brasil.